# 網谷正美
網谷 正美（あみたに まさみ、本名・同じ、1947年（昭和22年）3月15日 - 2024年（令和6年）12月1日 ）は大蔵流の狂言方能楽師、京都能楽会会員。元同志社中学校・高等学校国語科教諭。

## 人物
1965年、京都大学文学部在学中に京都大学狂言研究会にて木村正雄に師事。1971年、同大学卒業。能楽養成会に入会し、十二世茂山千五郎（のちの四世千作）に師事。同時に高校の国語科教諭となった。
1984年、同門の松本薫、丸石やすしらと「狂言勉強会」（現在は「狂言三笑会」）を発足し、年間五回の公演を続ける。2006年にはこの活動が認められ、京都府文化賞功労賞を受賞。

## 関連サイト
- 京都大学能楽部狂言会・同志社大学能楽部狂言会（kgkk京都学生狂言研究会） (kyogenkai.kgkk) - Facebook
- 京都学生狂言研究会KGKK (@kyogenkai) - X（旧Twitter）
- 徒然京大狂言会・同大狂言会 - ウェイバックマシン（2010年2月28日アーカイブ分）